# Remo Freuler
Remo Freuler (ur. 15 kwietnia 1992 w Ennendzie) – szwajcarski piłkarz, występujący na pozycji pomocnika we włoskim klubie Bologna oraz w reprezentacji Szwajcarii. Uczestnik Mistrzostw Świata 2018 i 2022 oraz Mistrzostw Europy 2020 oraz 2024.
Wychowanek FC Winterthur. W swojej karierze występował również m.in. w takich klubach jak: Atalanta BC, Nottingham Forrest czy FC Luzern.

## Kariera klubowa
Remo Freuler zawodową karierę rozpoczął w FC Winterthur. Następnie przeszedł do Grasshopper Club, z którego po półtora roku został wypożyczony, a następnie definitywnie sprzedany z powrotem do FC Winterthur. 18 lutego 2014 podpisał ważny do połowy 2017 roku kontrakt z FC Luzern. 19 stycznia 2016 został piłkarzem Atalanty BC.
Stan na 27 lipca 2025.
| Sezon   | Klub              | Kraj       | Rozgrywki              | Mecze | Bramki |
| ------- | ----------------- | ---------- | ---------------------- | ----- | ------ |
| 2009/10 | FC Winterthur     | Szwajcaria | Swiss Challenge League | 2     | 0      |
| 2010/11 | Grasshopper Club  | Szwajcaria | Swiss Super League     | 5     | 1      |
| 2011/12 | Grasshopper Club  | Szwajcaria | Swiss Super League     | 7     | 0      |
| 2011/12 | FC Winterthur     | Szwajcaria | Swiss Challenge League | 14    | 2      |
| 2012/13 | FC Winterthur     | Szwajcaria | Swiss Challenge League | 35    | 3      |
| 2013/14 | FC Winterthur     | Szwajcaria | Swiss Challenge League | 21    | 3      |
| 2013/14 | FC Luzern         | Szwajcaria | Swiss Super League     | 12    | 1      |
| 2014/15 | FC Luzern         | Szwajcaria | Swiss Super League     | 33    | 7      |
| 2015/16 | FC Luzern         | Szwajcaria | Swiss Super League     | 18    | 1      |
| 2015/16 | Atalanta BC       | Włochy     | Serie A                | 6     | 1      |
| 2016/17 | Atalanta BC       | Włochy     | Serie A                | 33    | 5      |
| 2017/18 | Atalanta BC       | Włochy     | Serie A                | 35    | 5      |
| 2018/19 | Atalanta BC       | Włochy     | Serie A                | 35    | 2      |
| 2019/20 | Atalanta BC       | Włochy     | Serie A                | 31    | 2      |
| 2020/21 | Atalanta BC       | Włochy     | Serie A                | 34    | 2      |
| 2021/22 | Atalanta BC       | Włochy     | Serie A                | 29    | 1      |
| 2022/23 | Nottingham Forest | Anglia     | Premier League         | 28    | 0      |
| 2023/24 | Bologna (wyp.)    | Włochy     | Serie A                | 32    | 1      |
| 2024/25 | Bologna           | Włochy     | Serie A                | 37    | 1      |

## Kariera reprezentacyjna
Od 2010 roku Freuler grał w juniorskich reprezentacjach Szwajcarii. Występował w kadrach U-18, U-19, U-20 i U-21. W sumie w młodzieżowych reprezentacjach Szwajcarii rozegrał 27 meczów i zdobył pięć bramek. 7 listopada 2016 po raz pierwszy został powołany do seniorskiej reprezentacji, jednak cały mecz z Wyspami Owczymi spędził na ławce rezerwowych.